# Ford L-Series

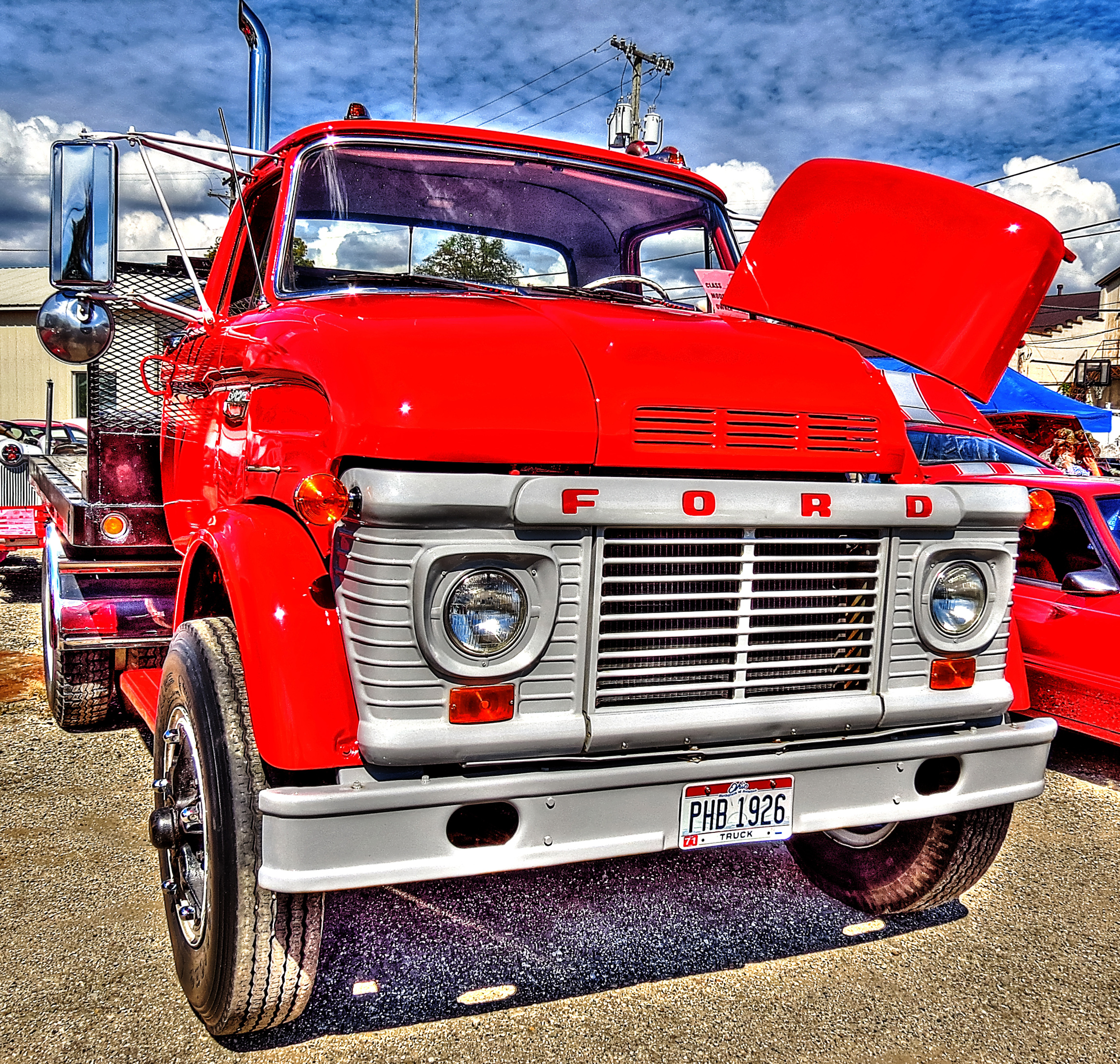
1964 Ford N-Series — один из двух предшественников L-Series

Ford L-Series — серия средне- и крупнотоннажных грузовых автомобилей, выпускавшихся компанией Ford с 1970 по 1998 год, затем до 2009 года автомобили выпускались компанией Sterling Trucks.

## Первое поколение (1970—1995)
В 1970 году серия L была представлена в 4 размерах, 2 вариантах длины капота и радиаторной решётки, а также с одинарными или тандемными (обозначаемыми буквой «Т» в обозначении модели) задними осями. Силовые агрегаты включали широкий спектр бензиновых и дизельных двигателей, основанных на GVWR.
В 1971 году была представлена конфигурация передней оси с откидным назад расположением. К концу 1970-х годов в серии L произошло несколько серьёзных изменений. В 1976 году в модельный ряд вошли модификации LL/LTL-9000. Конкурентами LTL-9000 были признаны GMC General, Dodge Bighorn, Freightliner FLC 120, Western Star 4964, International Harvester Transtar 4300, Marmon 57P, Kenworth W900, Mack Super-Liner и Peterbilt 359. Оснащённая выдвинутой вперёд передней осью и удлинённым капотом, эта версия имела больше места для более крупных силовых агрегатов. В 1981 году производитель Ford придал LL/LTL-9000 собственный дизайн решётки радиатора и фар, включая одно из первых применений синей овальной эмблемы Ford в Северной Америке.
Хотя серия L претерпела несколько изменений на протяжении всего производства, элементы дизайна автомобилей применялись в других автомобилях Ford. В 1974 году кабина W-серии получила решётку радиатора большего размера, аналогичную хромированной версии серии L. В 1978 году решётка радиатора F-Series/Bronco получила аналогичный дизайн в виде гофры из-под яиц. В 1980 году при модернизации среднетоннажных автомобилей серии F была изменена шестиугольная форма решётки радиатора; эта тема используется во всех сверхмощных грузовиках с момента их появления в 1998 году.
В 1992 году была представлена версия LL/LTL-9000 с откидной передней осью, получившая обозначение LLS и LTLS-9000. Версии Aeromax имели больше аэродинамических бамперов и дополнительный бортик шасси.

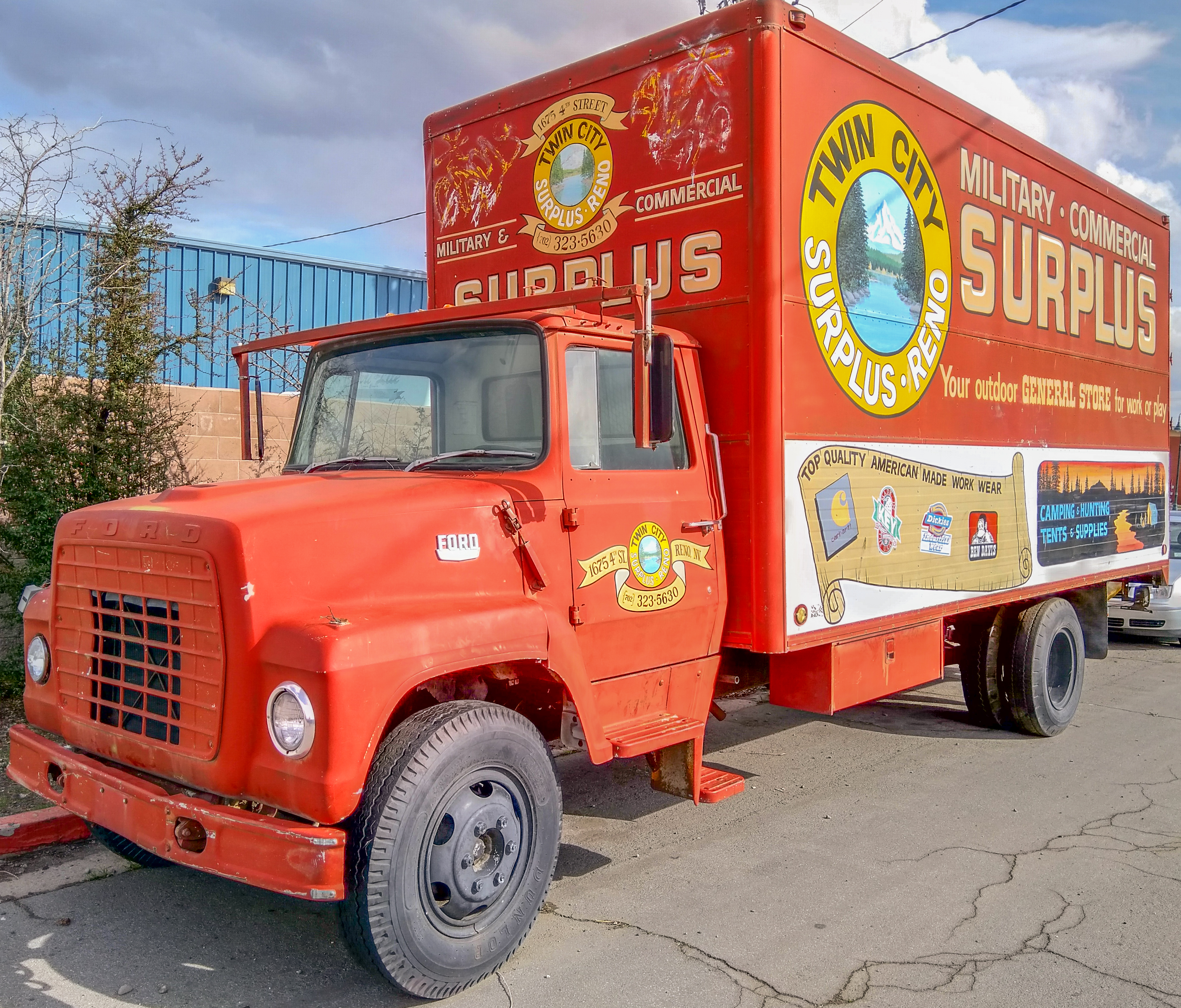
1973 Ford L600
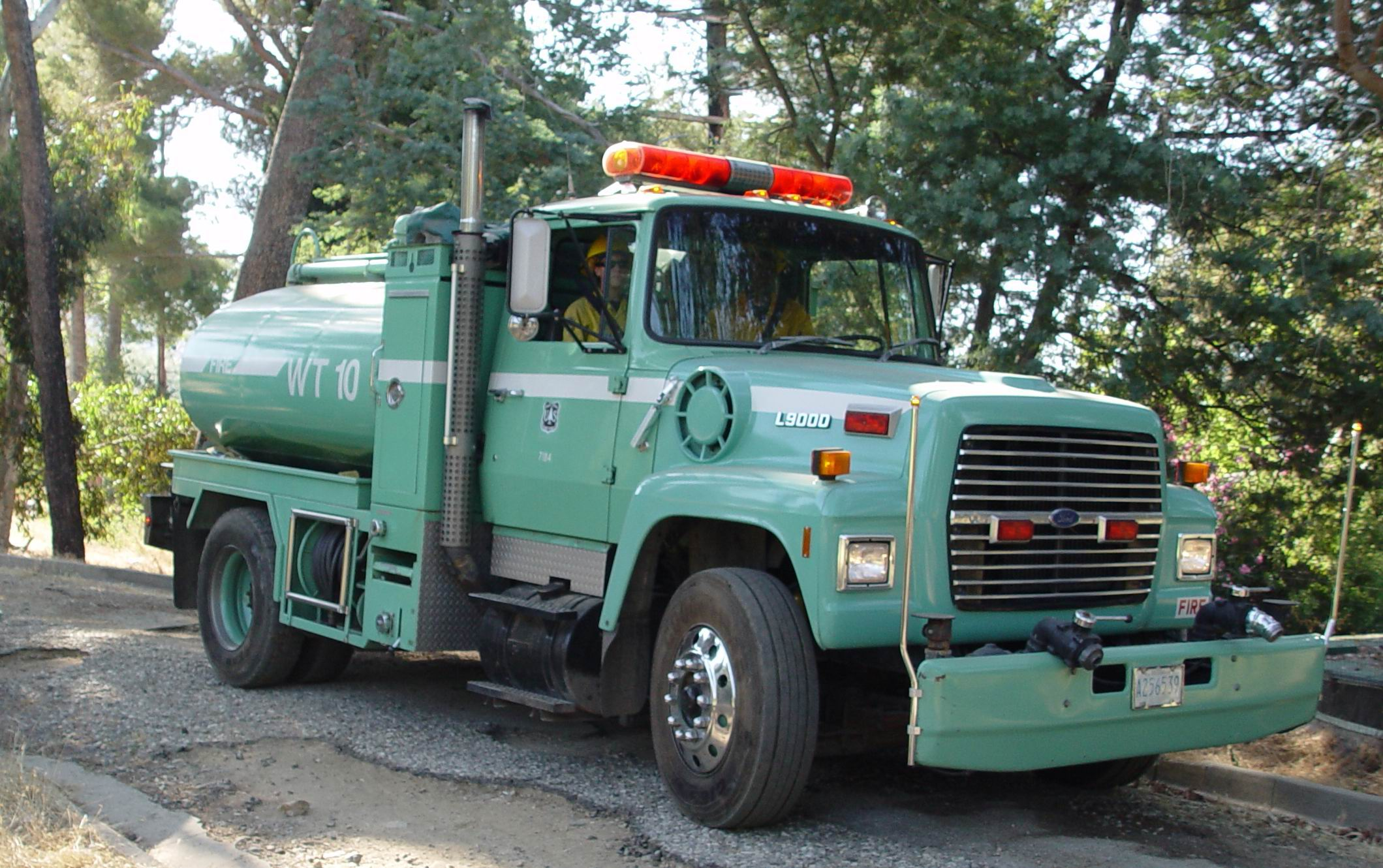
Пожарная автоцистерна Ford L9000
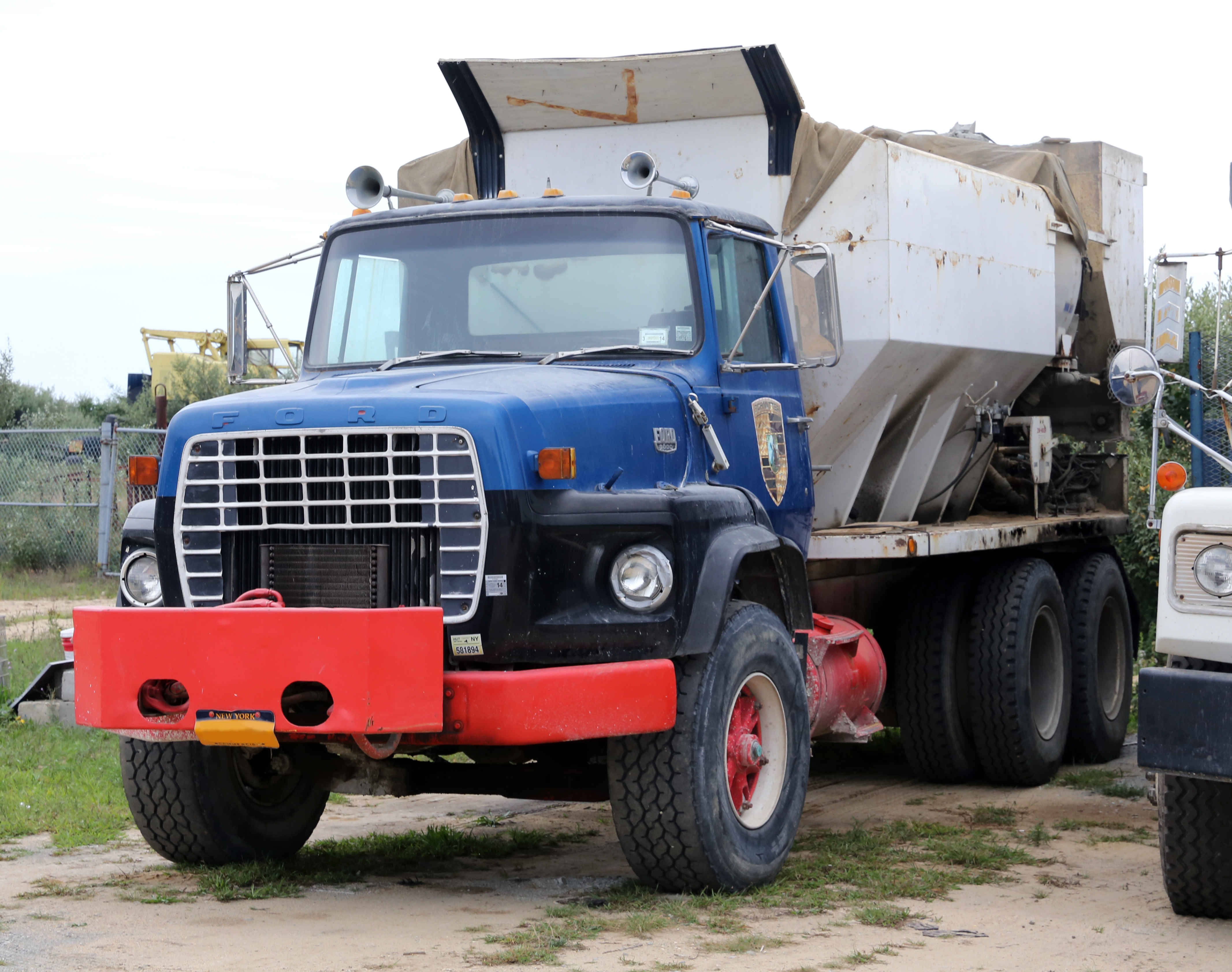
Цементовоз Ford LTS 9000
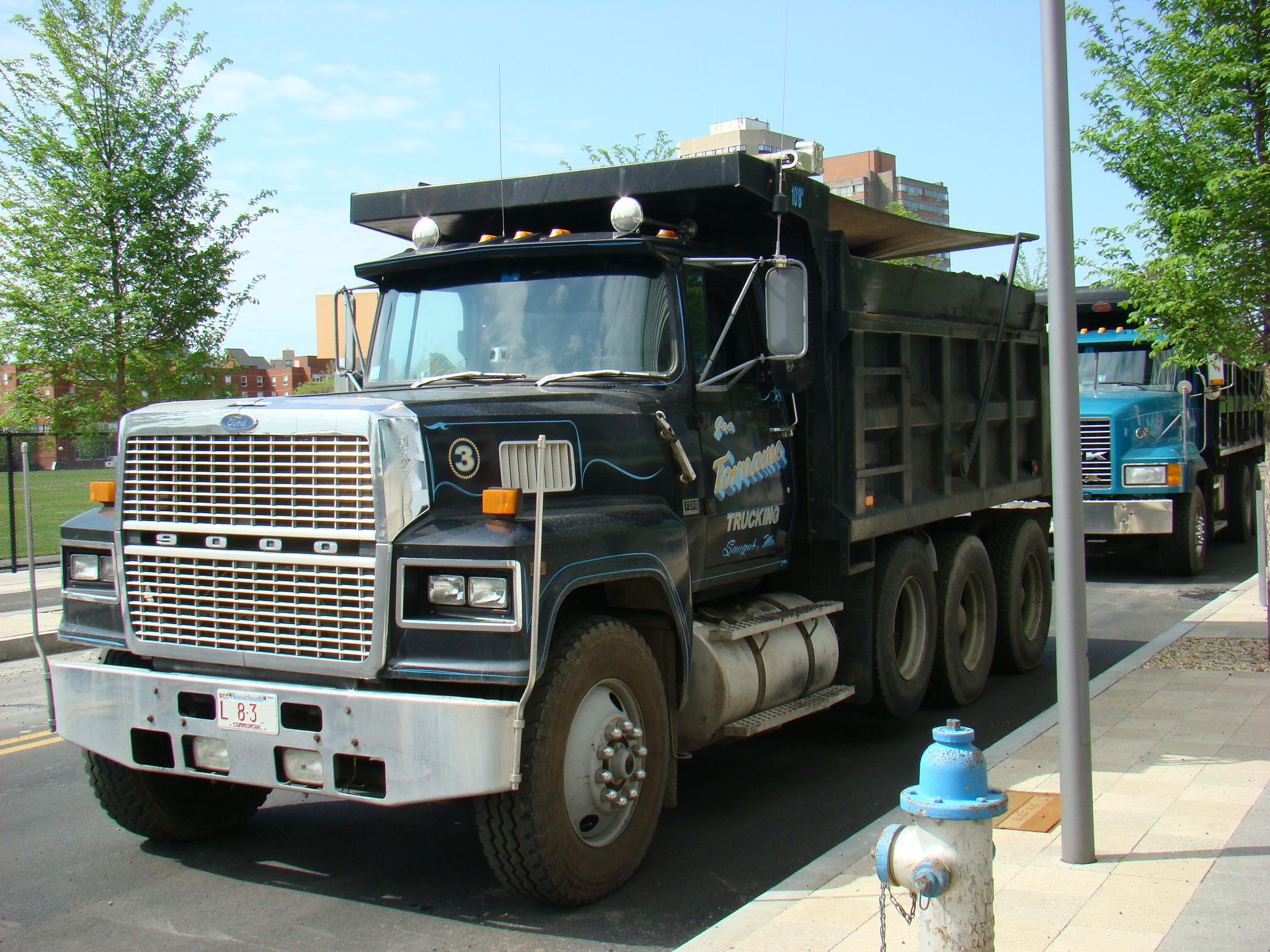
Самосвал Ford LTL9000

### Aeromax (1988—1995)

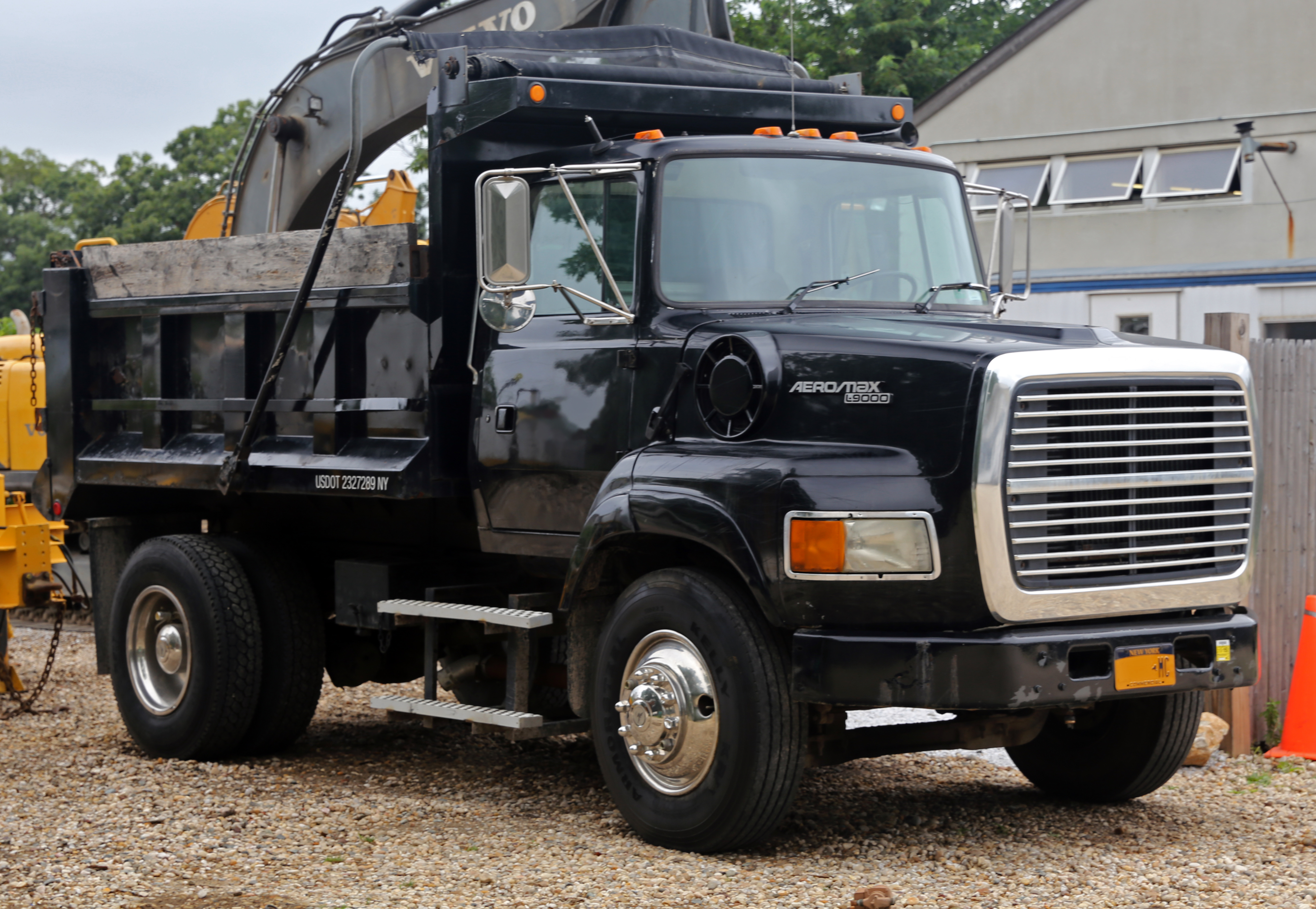
Самосвал Ford Aeromax

Ford Aeromax начал выпускаться в 1988 году. Новый дизайн, получивший название AeroMax L9000, был обширной модернизацией L-9000. Находясь на одном уровне со среднетоннажным LS-9000, Aeromax использовал отведённую назад переднюю ось, чтобы добавить облегающий передний бампер со стреловидными передними крыльями. Впервые в североамериканском грузовике были использованы композитные фары автомобильного типа. Другие аэродинамические усовершенствования включали огибающие топливные баки и специально разработанный спальный блок «Aero Bullet». Aeromax L9000 был одним из самых аэродинамичных грузовиков в Северной Америке с момента его появления в 1988 году. Представителем поздних выпусков стал LA-8000.
В 1992 году капот был удлинён, передняя ось была передвинута назад, а сами модели стали называться LLA/LTLA-9000. Они отличались дополнительным бортиком шасси во всю длину, а также теми же аэродинамическими фарами и бамперами, что и у более старых автомобилей серии LA.

### Модельный ряд
- L-600/L-6000
- L-700/L-7000
- L-800/L-8000
- L-900/L-9000/LTL-9000

#### Модели 1973—1977 годов
| Модель      | Масса                | Двигатель     | Трансмиссия |
| ----------- | -------------------- | ------------- | ----------- |
| LN 600      | 24,000 фунта (11 кг) | 361 V8        | 5M, 4A      |
| LN 700/7000 | 27,500 фунта (12 кг) | 361 V8/V175   | 10M, 4A     |
| L 800/8000  | 35,000 фунта (16 кг) | 361 V8/V175   | 13 M        |
| LT 800      | 46,000 фунта (21 кг) | 475 V8        | 13M         |
| LT 8000     | 61,000 фунта (28 кг) | V-225         |             |
| L 900/9000  | 35,000 фунта (16 кг) | 401 V8/NH230  |             |
| LT 900/9000 | 61,000 фунта (28 кг) | 475 V8 / 3406 | 5x4M        |
| LL 9000     |                      |               |             |
| LTL 9000    |                      |               |             |
| LTLS 9000   |                      |               |             |

### Двигатели
| Модель      | Объём  | Тип                            | Мощность            | Крутящий момент |
| ----------- | ------ | ------------------------------ | ------------------- | --------------- |
| Ford 361 V8 | 5,9 л  | Бензиновый (V8)                | 138 л. с. (101 кВт) | 340 Н⋅м         |
| Ford 401 V8 | 6,6 л  | Бензиновый (V8)                | 171 л. с. (126 кВт) | 371 Н⋅м         |
| Cat. V175   | 8,6 л  | Дизельный (V8)                 | 175 л. с. (130 кВт) | 477 Н⋅м         |
| Cat. V225   | 10,4 л | Дизельный (V8)                 | 225 л. с. (165 кВт) | 720 Н⋅м         |
| Cum. NH230  | 14,0 л | Дизельный (I6)                 | 230 л. с. (172 кВт) |                 |
| Cum. NTC350 | 14,0 л | Дизельный с турбонаддувом (I6) | 350 л. с. (261 кВт) |                 |
| Cat. 3406   | 14,6 л | Дизельный с турбонаддувом (I6) | 375 л. с. (280 кВт) | 1479 Н⋅м        |

## Второе поколение (1996—1998)
В 1996 году было представлено второе поколение Ford L-Series. Масса шасси была увеличена до 9100 кг, одиночные задние оси — до 10000 кг, а тандемные задние оси — до 21000 кг. В результате редизайна и Aeromax, и Louisville получили расширенную кабину с наклонным лобовым стеклом. Хотя модели Aeromax лишились составных фар, они получили гораздо больший наклон к капоту. Чтобы улучшить эргономику, Aeromax и Louisville позаимствовали многие элементы управления интерьером у других автомобилей Ford. Ещё одним нововведением стали решётки радиатора. С удлинёнными рамными бамперами автомобили «сбили» среднюю полностью окрашенную часть решётки радиатора.
С 1998 по 2009 год автомобили Ford L-Series выпускались компанией Sterling Trucks под индексом Sterling A-Line. Сборка организована в Сент-Томасе. С конца 2000 года в моторную гамму входили двигатели Mercedes-Benz, до этого автомобиль оснащался двигателями собственного производства. Версия с заниженной кабиной, выпускавшаяся до 2008 года, получила индекс CarHauler.

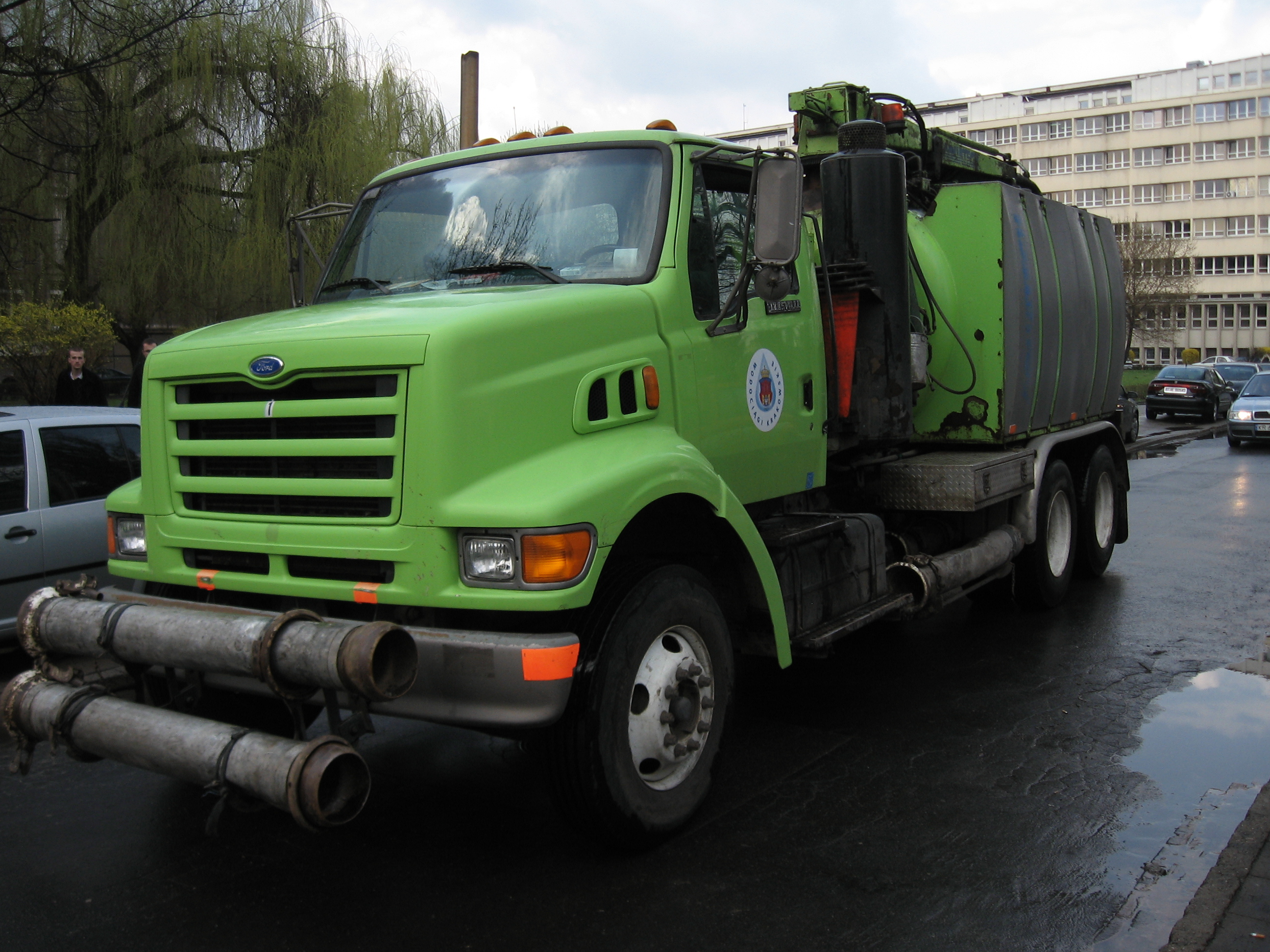
Мусоровоз Ford Louisville в Польше
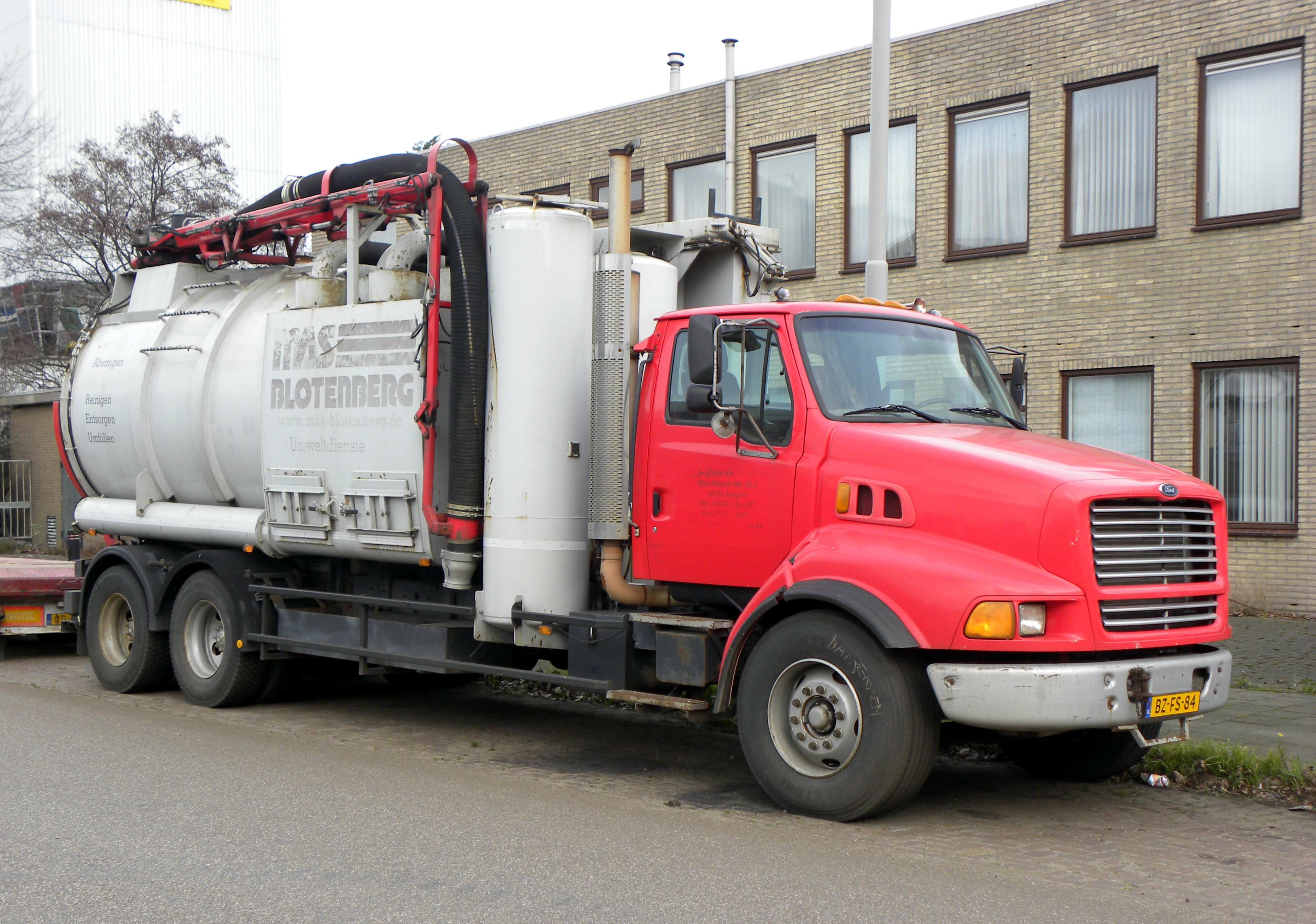
Мусоровоз Ford Aeromax 9500 в Европе
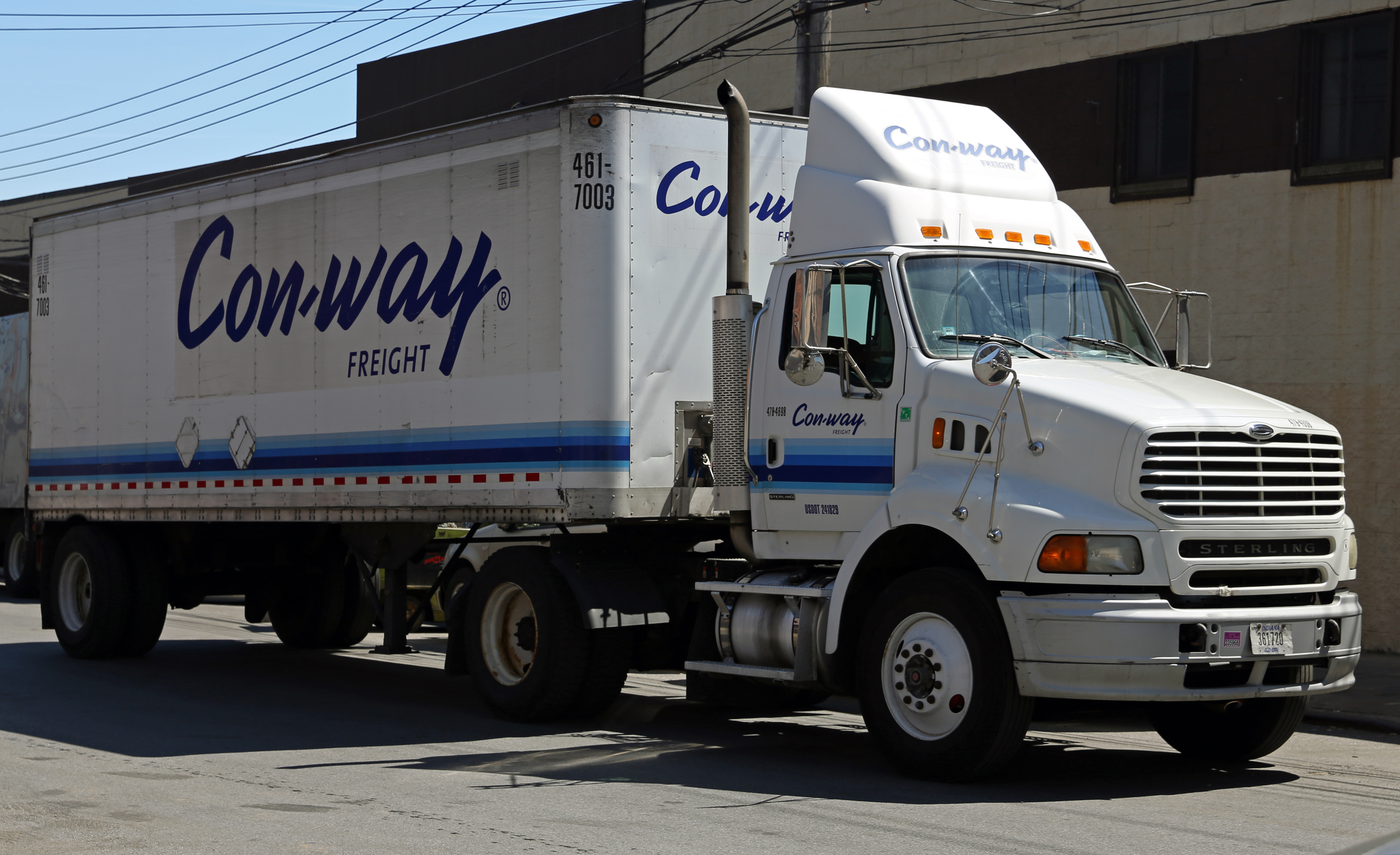
Седельный автопоезд Sterling A-line

### Модельный ряд
| Модель   | Масса                |
| -------- | -------------------- |
| LN 6000  | 35,000 фунта (16 кг) |
| LN 7000  | 35,000 фунта (16 кг) |
| L 8000   | 35,000 фунта (16 кг) |
| LT 8000  | 64,000 фунта (29 кг) |
| L 9000   | 35,000 фунта (16 кг) |
| LT 9000  | 64,000 фунта (29 кг) |
| LA 8000  | 35,000 фунта (16 кг) |
| LA 9000  | 35,000 фунта (16 кг) |
| LTA 9000 | 60,000 фунта (27 кг) |
| LL 9000  | 35,000 фунта (16 кг) |
| LTL 9000 | 60,000 фунта (27 кг) |

### Двигатели
| Модель       | Объём  | Мощность            | Крутящий момент |
| ------------ | ------ | ------------------- | --------------- |
| Cat. 3176    | 10,3 л | 325 л. с. (239 кВт) | 1322 Н⋅м        |
| Cat. 3406    | 14,6 л | 475 л. с. (349 кВт) | 2240 Н⋅м        |
| Cum. L10     | 10 л   | 260 л. с. (190 кВт) | 1322 Н⋅м        |
| Cum. N14     | 14 л   | 460 л. с. (340 кВт) | 2240 Н⋅м        |
| DD Series 60 | 11,1 л |                     |                 |
| DD Series 60 | 12,7 л | 450 л. с. (330 кВт) | 2100 Н⋅м        |